# Hroznýš madagaskarský
Hroznýš madagaskarský (Acrantophis madagascariensis) je druh hroznýše, který, jak už název napovídá, žije na Madagaskaru. Dalším areálem jeho rozšíření je i ostrov Nosy Be. Je to nejedovatý had, který je vzácným endemitem.

## Popis
Hroznýš madagaskarský je velmi barevný až dva a půl metru dlouhý had (často i více), který je podobný hroznýši královskému. Má hnědé, pískové nebo béžové zbarvení s tmavými skvrnami a černým pruhem přes oči. Břicho mívá světlejší, většinou bez skvrn.

## Způsob života
Jde o mohutného hada, který svou kořist zabíjí zadušením. Loví především savce a ptáky. Mláďata jsou zvyklá žít hlavně na stromech, dospělci spíše vyhledávají lesní podrost. Preferují však suché a více otevřené lesy, kde porost není příliš hustý. Je to noční živočich a zajímavé je, že v období sucha přezimují.

## Rozmnožování
Hadi se páří po skončení období sucha, je živorodý, samice za 7 až 8 měsíců rodí až 6 živých mláďat. Ta loví především ptáky, dospělci pak mají větší zastoupení kořisti i mezi savci.